# 比尔·里特
小奥古斯特·威廉·“比尔”·里特（英語：August William "Bill" Ritter, Jr.，1956年9月6日—），出生于科罗拉多州丹佛，是美国的一位政治家，民主黨人，由1990年代開始長期任職丹佛當地的地方檢察官，於2007年至2011年間擔任科羅拉多州州長。